# SAS Institute

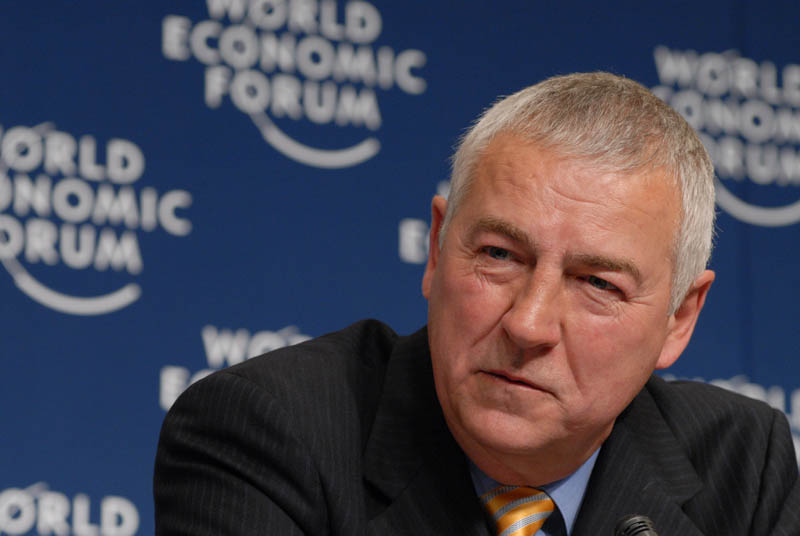
CEO ジム・グッドナイト

SAS Institute（またはSAS。発音はサス）は、アメリカ合衆国ノースカロライナ州に本社をおき、アナリティクスおよびAI（人工知能）のプラットフォームを開発・販売するソフトウェア企業である。同社のソフトウェアは2020年のフォーチュン500企業のうち91%が使っているとされている。キャッチコピーは The Power to Know®

## 概要
ジム・グッドナイト博士が開発したソフトウェアである「SASシステム」を開発・販売しているソフトウェア会社。日本法人は SAS Institute Japan株式会社（SAS Institute Japan Ltd.）。なお、SASとは、「Statistical Analysis System（統計分析システム）」の略である。
創業黎明期には統計解析、BI（ビジネスインテリジェンス）の専業ベンダーとして認知されていたが、21世紀に入り機械学習、AI（人工知能）、ビッグデータ解析、マーケティング分析、リスク管理、サプライチェーンの最適化などサービスは多岐にわたる。
最新の生成AIにも注力している。
世界有数の非上場企業であり、投資開発に大規模な予算を投じている。

## 拠点
世界各地に400以上のオフィスを構える。
日本の主要拠点は
- 日本本社 : 東京都港区六本木6-10-1 六本木ヒルズ森タワー11階
- 関西オフィス : 大阪府大阪市北区中之島4-3-51 Nakanoshima Qross 3F三井リンクラボ中之島

## 歴史
SAS Institute本体（アメリカ）や公式な発表の歴史については別途参照。
1962年～1964年：SASシステムはアンソニー・バールが大学院生だった間に分散分析解析や多変量解析ソフトウェアとして開発された。当時のIBMメインフレームで動くソフトウェアであったため、ライブラリー関数はFORTRANでハードウエア制御部分はアッセンブラ、それ以外はPL/Iで混合プログラミングで開発された。
1968年：グッドナイトがソフトウェアの改良に取り組み、線形回帰計算機能を備えた。
1971年頃：NASAのアポロ計画で使用されたことで、全米でポピュラーな解析パッケージとして学会で名を馳せた。
1973年：ジョン・ソールが加わり時系列分析が出来るように改良された。その後、ジェーン・ヘルビッヒが加わった。
1976年：バール、グッドナイト、ソール、ヘルビッヒによって会社をSAS Institute Inc.として法人化し、従業員4名で7月に設立。約300,000行のコードで構成されるBase SASソフトウェアが、最初の製品としてリリースされた。
1978年：国内でのSAS利用が開始される。国内初ユーザとしては日立ソフトウェアエンジニアリング、代理店としては日立ソフトウェアエンジニアリング、日商エレクトロニクスが扱っていた。以降、いすゞ自動車、国際航業、三菱化成工業などの企業や、東京大学、名古屋大学、九州大学などの旧帝大大型計算機センターや理化学研究所などの研究機関に導入された。
1985年：SAS初の欧州子会社がイギリスに開設され、世界中に400以上のオフィスを展開する世界的な拡大が始まった。9 番目の現地法人として、中央区小伝馬町に日本法人であるSASソフトウエア (通称SAS Japan）が設立された。SASが東京大学計算機センターに導入された。
1989年：オフィスを中央区勝どきにあるニチレイ明石町ビルに移転。
1998年：フォーチュン誌の「米国で最も働きがいのある企業」の最初のリストに選ばれる。
1990年：社名をSASインスティチュートジャパンに変更。
1993年：オフィスを中央区勝どき1丁目のイヌイビル・カチドキに移転。
2009年：東京オフィスを港区六本木6丁目の六本木ヒルズ森タワーに移転。
2010年代：SAS Viyaが導入され、分散コンピューティングとクラウドベースの分析が可能なプラットフォームが提供される。
2019年：ディープ・ラーニングとコンピューター・ビジョンでNVIDIAと提携。
2020年：約30億ドルの収益を上げ、45年連続で黒字を達成した。Microsoftとアナリティクス／AIに関する広範な提携を発表。
2024年：米Amazon Web Services（アマゾン・ウェブ・サービス、AWS）戦略的協業契約。合成データのパイオニア企業であるHazyの主要ソフトウェアを買収。

## 企業評価
IDC によると、SAS は、2013 年時点で市場の 35.4% を占める「高度な分析」分野で最大の市場シェアを保持している。ビジネス インテリジェンス (BI)ソフトウェアでは 6.9% で5 番目に大きな市場シェアとなっている。ガートナーのデータ統合ツールおよびビジネス インテリジェンスと分析プラットフォームのリーダー クアドラントに指名された。BMC Health Services Research に発表された研究では、3 誌から抜粋された 1,139 件の論文のサンプルに基づくと、SAS が医療サービス研究におけるデータ分析の 42.6% に使用されている。
- 2024年度：米調査会社のForrester Researchが発表した「The Forrester Wave™: Real-Time Interaction Management（リアルタイム・インタラクション管理）, Q1 2024」において、リーダーに選出[11]。
- 2023年度：マネーロンダリング対策（AML）トランザクション監視ソリューションプロバイダーの中でSASは、「クラス最高の機能」において最も多くの高評価[12]。

- 2022年度：Microsoft Global Independent Software Vendor Partner of the Year Award受賞[13]
- 2021年度：ガートナー社の調査レポート「データサイエンスおよび機械学習プラットフォームに関するマジック・クアドラント」にてリーダーに選出[14]（8年連続）

## 企業文化
米ビジネス誌「Fortune」の米国企業を対象にしたランキング「最も働きがいのある企業100社」の1位に複数回選ばれており、Googleが福利厚生施設を作るにあたってSASを参考にしている。
- 2021年版 日本における「働きがいのある会社」ランキングにて4年連続ベストカンパニー[16]

## 製品
多くの統計分野に利用された実績があり、現在ではマーケティング（特にCRM領域）、財務戦略、化学分析などでも使用されている。
特に製薬業界では、臨床試験データ分析／レポートの領域において、また、FDA（米食品医薬品局）などの規制当局に対する電子申請の領域において、デファクト・スタンダード（事実上の標準）となっている。

### SAS Viya
これまで、オンプレミスの製品が主流であったが、最新のSAS Viyaなどはクラウド製品となっている。
SAS Viyaは、企業が大規模で複雑なデータセットを処理し、高度な分析や予測モデリングを行うための包括的なプラットフォームとなっている。

## SAS共同認定資格プログラム
キャリア支援のため、「SAS Academic Specialization」というプログラムを展開している。この取り組みでは、大学と連携し、人材市場で求められるSASソフトウェアのスキルについて大学と共同で認定している。
大学でSASのソフトウェアを利用した講義を6単位以上取得すると、要件を満たしたことを認定する認定証とデジタルバッジを発行できる。デジタルバッジには学生が認定を受けるまでの過程がメタデータとして含まれており、雇用を考える企業にその学生のSASスキルを保証するものとして機能することができる。

### 国内での導入大学
- 滋賀大学 - 日本で初めてデータサイエンス学部を設置。[21]
- 帝京大学 - 帝京大学大学院 公衆衛生学研究科[22]
- 東京理科大学 - 対象全学部[23]
- 同志社大学 - 文化情報学部[24]
- 宮崎産業経営大学[25]
- 立正大学 - データサイエンス学部[26]

## 比較される製品や会社
- ペガ
- R（オープンソース）
- SPSS（IBMに買収）
- BusinessObjects（SAPに買収）
- Oracle BI（ハイペリオン、シーベル）
- コグノス（IBMに買収）
- マイクロ・ストラテジー
- インフォマティカ